# Kwidschwia kivuensis
Kwidschwia kivuensis är en insektsart som först beskrevs av Rehn, J.A.G. 1914.  Kwidschwia kivuensis ingår i släktet Kwidschwia och familjen gräshoppor. Inga underarter finns listade i Catalogue of Life.